# إيفيت ويلسون
إيفيت ويلسون (بالإنجليزية: Yvette Wilson)‏ هي ممثلة أمريكية، ولدت في 6 مارس 1964 في لوس أنجلوس في الولايات المتحدة، وتوفي بنفس المكان في 14 يونيو 2012 بسبب سرطان عنق الرحم.

## وصلات خارجية
- إيفيت ويلسون على موقع IMDb (الإنجليزية)
- إيفيت ويلسون على موقع أول موفي (الإنجليزية)
- إيفيت ويلسون على موقع قاعدة بيانات الأفلام السويدية (السويدية)
- إيفيت ويلسون على موقع إن إن دي بي (الإنجليزية)
- إيفيت ويلسون على موقع قاعدة بيانات الفيلم (الإنجليزية)
- إيفيت ويلسون على موقع كينوبويسك (الروسية)